# Gump Roast
«Gump Roast» («Дни шуток над Гомером») — семнадцатый эпизод тринадцатого сезона мультсериала «Симпсоны». Впервые вышел в эфир 21 апреля 2002 года. Этот эпизод — последний на данный момент, который состоит из нарезки фрагментов из предыдущих эпизодов. Эпизод получил негативные отзывы, и является Самым худшим эпизодом по рейтингу IMDb с показателем 5,5.

## Сюжет
Гомер сидит в парке с коробкой конфет (точь-в-точь как Форрест Гамп). К нему подходит Шеф Виггам и предупреждает Гомера о запрете изображать киногероев (за что уже поплатились Мо Сизлак и доктор Хибберт в костюме Дарта Вейдера). В ответ на это Гомер предлагает полицейскому присесть и послушать историю его жизни. Гомер рассказывает о своём рождении и детстве, проведённом вместе с отцом Эйбом, а позже вспоминает о том, как впервые встретил Мардж («The Way We Was») и своих совместных с ней приключениях (конкурс танцев из «Take My Wife, Sleaze», их путешествие по городу в абсолютно голом виде из «Natural Born Kissers», случай со слоном, которого подарили Барту в «Bart Gets an Elephant»). После этого за Гомером заезжает Мардж с детьми, которые приготовили Гомеру сюрприз. Едя в машине, Гомер вспоминает события, связанные с ней: путешествие по Нью-Йорку со штрафным колпаком на колесе в «The City of New York vs. Homer Simpson», езду с ведром на голове в «Faith Off», инсценирование похищения машины Мо в «Dumbbell Indemnity». После всех воспоминаний Гомера привозят в Спрингфилдский Клуб, где Клоун Красти устраивает для него шоу «Герой Дня», где главный герой — Гомер Симпсон!
Начинается вечер с выступления детей Гомера Барта и Лизы. Они вспоминают о своих самых необычных приключениях совместно с отцом: похищение игрушек-«Смешков», которых производили временные хозяева Спрингфилдской Начальной Школы при помощи выуживания из детей их соображений по поводу идеальной игрушки («Grift of the Magi»); безостановочные просьбы детей, чтобы Гомер отвёз их в аквапарк («Brush with Greatness»); эпилептический припадок всей семьи Симпсонов из-за просмотра японского мультфильма («Thirty Minutes Over Tokyo»). Позже дети вспоминают о том, как хорошо поёт их отец (в частности показывают фрагменты из «Homer to the Max» и «Hungry, Hungry Homer»). После этого под звуки «Имперского Марша» на сцену выходит Мистер Бернс и вспоминает о том, как Гомер много раз совершал на работе опасные для станции и всего города поступки (в частности, как Гомер пролил жидкость на панель управления станцией в «Homer to the Max», запер всех своих сослуживцев на станции во время учебной тревоги и т. д.). После этого выступают самые старые жители Спрингфилда Агнесс Скиннер и Дедушка Симпсон. После того как последний засыпает, демонстрируются фрагменты других приключений Гомера: случай на горнолыжной трассе, когда Гомер увидел Фландерса в обтягивающем костюме и потом не мог забыть о нём («Little Big Mom»); случай на пляже, когда Гомер катался на парашюте, привязанном к катеру и из-за слишком мощной работы катера верёвка загорелась и Гомер «отвязался» («When You Dish Upon a Star»).
После этого выступают Нед Фландерс и Преподобный Лавджой. Они поют песню, причём Лавджой всё время изменяет в ней слова, повторяя «До чего Гомер вонюч». Но тут на праздник врываются инопланетяне Канг и Кодос. Они решают проверить человечество, достойно ли оно жить дальше. Для этого они присоединяют Гомера к специальному аппарату и начинают просматривать фрагменты его памяти: постройку им же набора для барбекю, которая закончилась плачевно («Mom and Pop Art»), а также сцены душения Барта Гомером. Это очень злит Канга и Кодоса и они решают уничтожить всё человечество. Но Лиза просит их просмотреть записи из головы Мэгги, невинного младенца. Там инопланетяне видят следующее: сцену крещения детей Симпсонов Фландерсами, когда Мэгги поначалу бросает Гомера, Барта и Лизу и уходит к Фландерсам, но потом, увидев Мардж, спешит к ней («Home Sweet Homediddly-Dum-Doodily»); сцену, когда Мэгги произносит своё первое слово «Папа» («Lisa’s First Word»). От увиденного у Канга и Кодоса на глаза наворачиваются слёзы, но оказывается, что таким образом они блюют и что эти сцены ещё больше их разозлили. Но тут они замечает, что Мэгги также думает о многих знаменитостях, появлявшихся в сериале, среди которых: Элтон Джон, Стивен Хокинг, Рон Ховард, Алек Болдуин, Люси Лоулесс, Джо Нэмез и Джастин Тимберлейк. Увидев это инопланетяне вспоминают о своих любимых знаменитостях, которых они так любят и которые живут на Земле, которую они только что собирались уничтожить. Канг и Кодос решают оставить землян в покое, но с одним условием: им предоставят право посетить церемонию награждения премии «Человек Года» и «Эмми», на которых у них будет возможность повстречаться со своими любимыми знаменитостями.
Заканчивается серия нарезкой самых запоминающихся сцен из первых тринадцати сезонов сериала, после чего нам также демонстрируют возможные новые сюжеты приключений Симпсонов…

## Другие эпизоды-нарезки
- «So It’s Come to This: A Simpsons Clip Show»
- «Another Simpsons Clip Show»
- «The Simpsons 138th Episode Spectacular»
- «All Singing, All Dancing»